# Tekniker
Tekniker es una fundación privada sin ánimo de lucro española dedicada a la investigación tecnológica e industrial. Fue fundada en 1995 por la Asociación de Antiguos Alumnos de la Escuela de Armería de  Éibar, en Guipúzcoa, País Vasco (España). Se inscribió en el registro de fundaciones del País Vasco el 3 de junio de 1996. Opera bajo la marca IK4-Tekniker y mantiene su sede e instalaciones en Éibar. Tekniker figura en la lista de centros tecnológicos del Ministerio de Ciencia, Innovación y Universidades.
La Junta del Patronato de la Fundación Tekniker consta de 20 patronos, de los cuales 8 son instituciones y 12 empresas del entorno. Cuenta con 24 entidades colaboradoras.
Instituciones
- Ayuntamiento de Éibar
- Diputación Foral de Guipúzcoa
- Escuela de Armería
- Asociación de Antiguos Alumnos de Escuela de Armería
- Sociedad para el desarrollo económico del Bajo Deba, S.A.
- Gobierno Vasco (Departamento de Desarrollo Económico e Infraestructuras)
- Gobierno Vasco (Departamento de Educación)
- Universidad del País Vasco

Empresas
- Microelectrónica MASER, S.L.
- GORATU, S.A.
- AERNNOVA AEROSPACE, S.A.U.
- ALFA LAN, S.A.
- Fagor Automation, S. Coop.
- GAMESA, S.A.
- GOIZPER, S.COOP.
- IBERMÁTICA, S.A.
- KUTXABANK
- LAZPIUR, S.A.
- ZIGOR, S.A.
- MAIER, S. COOP

Permite desarrollos, estudios e investigaciones, así como apoyo estratégico en relación con terceros a las entidades colaboradoras y contratantes, participando en la generación de nuevas empresas de base tecnológica, transfiriendo tecnología, permitiendo la dinamización del tejido económico e industrial, fomentando la creación de empleo y el desarrollo industrial de la comarca.